# Украјинска православна црква у Канади
Украјинска православна црква у Канади (укр. Українська Православна Церква в Канаді, енгл. Ukrainian Orthodox Church of Canada), органски је дио Цариградске патријаршије.
Поглавар је господин Георгије, а сједиште се налази у Винипегу.

## Историја
Јула 1918. у граду Саскатун у провинцији Саскачеван је била образована црквена општина и братство под називом Украјинска грчка православна црква Канаде (енгл. Ukrainian Greek Orthodox Church of Canada). Парохији су се придружили и дотадашњи унијати и заједнички су осудили Брестовску унију. Тражећи епископско руководство, општина се обратила руском епископу алеутском и северноамеричком Александру (Немоловском). Он је прво пристао да буде на челу општине, али се затим предомислио.
Дана 28. децембра 1918. одржан је Први сабор Украјинске грчке православне цркве Канаде, након кога је отворена семинарија у Саскатуну. Други сабор је одржан 27. новембра 1919. у присуству антиохијског митрополита Германа (Шехади), који се налазио на челу Украјинске грчке православне цркве Канаде сљедећих пет година.
Након 1924. Украјинска грчка православна црква Канаде је прешла под окриље неканонске Украјинске аутокефалне православне цркве. Од тада се на њеном челу налазио неканонски архијереј Јоан Теодорович (1924—1946). Године 1948. вјерници Украјинске грчке православне цркве Канаде су се одвојили од Јоана Теодоровича, и 1949. на њихово чело се ставио самозвани патријарх Мстислав Скрипник, а од 1951. митрополит Иларион (Огијенко). Године 1945. био је основан Институт Светог Андреја.
Године 1951. Украјинска грчка православна црква Канаде је проглашена за митрополију и била је извршена подјела на двије епархије. Било је укупно 270 парохија, 76 свештеника и око 140.000 вјерника. Године 1959. основана је и трећа епархија.
Канонски статус Украјинске грчке православне цркве Канаде је уређен тек 1. априла 1990. када је Украјинска грчка православна црква Канаде била подведена под јурисдикцију Цариградске патријаршије, с промјеном њеног назива у Украјинска православна црква у Канади.
Митрополит Иларион је 25. августа 2023. године позвао свештенство да у својим парохијама одржи дискусију о могућности преласка на ревидирани јулијански календар након преласка хришћанских цркава у Украјини. 1. децембра 2023. године постало је познато да ће од 20. децембра 2023. УПЦ Канаде прећи на ревидирани јулијански календар.

## Организација
Украјинска православна црква у Канади, као митрополија, организована је у три епархије: Централну (Винипег), Источну (Торонто) и Западну (Едмонтон).
Данас, Црква има укупно четири епископа (од којих је један умировљени). Обухвата око 200 храмова и капела са око 100 свештеника. Године 1961. било је регистровано око 119.000 вјерника, а 2004. само око 11.000.
Као литургијски језици се употребљавају црквенословенски, украјински, енглески и француски језик.